# Soltam M839
Die M839 ist eine Feldhaubitze im Kaliber 155 mm aus Israel.

## Entwicklungsgeschichte
Ab den 1960er-Jahren entwickelte der israelische Rüstungskonzern Soltam (heute Elbit Systems) zusammen mit Tampella aus Finnland Artilleriegeschütze für Israel und den Exportmarkt. Das erste Modell war die Kanonen-Haubitze M-68 mit 33 Kaliberlängen (L/33). Weiter folgte Mitte der 1970er-Jahre die verbesserte Ausführung M-71 mit 39 Kaliberlängen (L/39). Basierend auf dem M-71-Entwurf entstand Anfang der 1980er-Jahre die verbesserte Kanonen-Haubitze M839. Erstmals wurde das Geschütz 1983 vorgestellt. Die Serienproduktion der M839 begann 1984.

## Varianten
- M839: Ausführung mit 39 Kaliberlängen (L/39)
- M839P: Ausführung der M839 mit Hilfsmotor
- M845: Ausführung mit dem GC-45-Geschützrohr mit 45 Kaliberlängen (L/45)
- M845P: Ausführung der M845 mit Hilfsmotor

## Technik
Die M839 ist eine verbesserte Ausführung der M-71. Sie verwendet dasselbe L/39-Geschützrohr. Gegenüber dem Vorgängermodell hat die M839 eine abgeänderte Lafette, verfügt über eine Ladehilfe und kann optional mit einem Hilfsmotor (M839P) und Ladekran ausgerüstet werden. Die M839 ist eine konventionelle Feldhaubitze mit Kraftzugsystem. Sie zeigt das übliche Muster einer vierrädrigen Spreizlafette mit einem optionalen Hilfsmotor zum kurzzeitigen Eigenantrieb. Die M839 wiegt 10.850 kg. Die Länge der M839 variiert zwischen 7,50 m in gezogener und 10,50 m in feuerbereiter Stellung. Das Geschütz ist flach gebaut und die Höhe (durch das Geschützrohr bedingt) beträgt 2,10 m in der gezogenen Stellung. Die Breite auf der Fahrbahn beträgt 2,20 m.

### Geschütz
Das Geschützrohr besteht aus hochfestem Stahl. Etwa auf halber Länge des Geschützrohres ist ein Rauchabsauger angebracht. Des Geschützrohr ist auf einer zweiachsigen Lafette mit zwei Spreizholmen untergebracht. Die Lafette ist aus Stahl hergestellt. Bei der Rohrwiege sind am Geschützrohr zwei Rohrbremsen und Rohrvorholer montiert. Daneben befindet sich der Platz für das Richtmittel. Am Rohrende sind der halbautomatische, horizontale Keilverschluss sowie die Ladungskammer angebracht. An der Ladungskammer ist eine Ladehilfe montiert, die das Geschoss in die Kammer schiebt. Beim Transport sind die Holme nach hinten geklappt und ruhen zum Transport auf zwei Hilfsrädern. In Fahrstellung ist das Geschützrohr um 180° über die Holme in Fahrtrichtung geschwenkt. Zum Transport dienen mittelschwere Lastkraftwagen. Die maximal zulässige Zuggeschwindigkeit beträgt 100 km/h auf der Straße. Auf dem linken Holm ist ein Diesel-Hilfsmotor von Deutz AG angebracht. Der Motor hat eine Leistung von 60 kW. Neben dem Motor befindet sich ein Sitz mit Steuerknüppel und weiteren Bedienelementen. Der Hilfsmotor dient zum Heben der Haupträder nach dem Absenken der Bodenplatte, zum Lenken der Stützräder und zu ihrem Heben beim Kraftzugbetrieb sowie zum Spreizen und Schließen der Holme. Auch kann das Geschütz mit dem Hilfsmotor mit maximal 17 km/h in die Feuerstellung gefahren werden. Ebenso kann der Hilfsmotor bei einem Stellungswechsel verwendet werden. Weiter steht optional auf dem rechten Holm ein Ladekran zur Verfügung, mit welchem die Geschosse vom Boden zum Verschluss gehoben werden können.
Um das Geschütz feuer- oder fahrbereit zu machen, benötigt die sechs- bis achtköpfige Bedienmannschaft wenige Minuten. Beim Schießen sind die Haupträder angehoben und die M839 stützt sich vorn auf eine von der Unterlafette abgesenkte Schießplattform. Am Ende der Holme sind zwei selbsteingrabende Erdsporne angebracht, welche die Rückstoßkraft in das Erdreich ableiten. Zusätzlich wird der Rückstoß durch eine Zweikammer-Mündungsbremse gemindert. Der Seitenrichtbereich beträgt je Seite 39°. Der Höhenrichtbereich liegt bei −3 bis +70°.
Der Ladevorgang mit dem halbautomatischen Verschluss und der Ladehilfe ermöglicht kurzzeitig eine Schussfolge von fünf Schuss pro Minute. Danach muss die Schussfolge infolge der thermischen Beanspruchung des Geschützrohres auf zwei Schuss pro Minute reduziert werden.

### Munition
Die M839 verwendet getrennt geladene Munition mit variablen Treibladungsbeuteln (Zonenladungen). Das heißt, das Geschoss und die Treibladung werden nacheinander geladen. Mit der M839 werden Geschosse von IMI Systems angeboten. Daneben kann die M839 nahezu die gesamte 155-mm-NATO-Munition verschießen.
Die israelischen M839 und M845 verwenden die folgende Munition von IMI Systems:
| Name          | Geschosstyp                      | Füllung              | Schussdistanz M839 | Schussdistanz M845 |
| ------------- | -------------------------------- | -------------------- | ------------------ | ------------------ |
| M107-A3       | Sprenggranate                    | 6,6 kg TNT           | 18,4 km            | 21,9 km            |
| M483          | Sprenggranate (Vorfragmentiert)  | TNT                  | 21,5 km            | 23,5 km            |
| M395          | Cargogeschoss                    | 63 M85-Bomblets      | 23 km              | 30 km              |
| M396          | Cargogeschoss mit Base Bleed     | 49 M85-Bomblets      | 28,5 km            | 38 km              |
| M481 HEER BT  | Sprenggranate mit Hohlboden      | 10,5 kg TNT          | 26 km              | 30 km              |
| M401 HE-ER-BB | Sprenggranate mit Base Bleed     | 12 kg TNT            | 28,5 km            | 38 km              |
| M549 HERA     | Sprenggranate mit Raketenantrieb | 7,3 kg Composition B | 30 km              | 30 km              |

Technische Daten aus
Weiter stehen für die M839 Nebelgeschosse, Leuchtgeschosse sowie Exerzier- und Übungsgeschosse zur Verfügung.

## Verbreitung
- Kamerun – 18 M839 (aus israelischen Beständen)[9]
- Israel – 81 M839P und M845P[10]
- Myanmar – 16 M845P[11]
- Slowenien – 18 M845 (lokale Bezeichnung TN90)[9]
- Uganda – 18 M839[12]